# Kelly Joyce
Kelly Joyce, nome completo Kelly Joyce Bale Simões De Fonseca (Parigi, 7 novembre 1982), è una cantante francese.

## Biografia e carriera
Nata a Parigi nel 1982, ha nobili origini: il padre è King Joe Bale, compositore e figlio del principe dell'ex impero africano Bantu, discendente dagli egiziani, Bale Bande Ndechechete, anche ambasciatore dello Zaire in Francia; la madre è Emmanuelle Simōes De Fonseca, contessa di Burgos e Segovia, discendente della stirpe reale spagnola-portoghese Simões de Fonseca sotto il principe Juan Carlos di Spagna, nonché fondatrice dei Chocolats; inoltre Kelly vanta, tra gli avi, il primo presidente del Brasile, il maresciallo Manuel Deodoro da Fonseca. Il nonno materno di Kelly è Douta Seck, attore senegalese al quale sono dedicate a Dakar la casa della cultura "Douta Seck" e una piazza. Douta è stato denominato patrimonio storico dell'umanità in quanto primo uomo nero con parti da protagonista teatrale (Le Roi Christophe) e la parte del profeta nel film Il bambino di nome Gesù di Franco Zeffirelli assieme a Miriam Makeba.
Kelly si trasferisce a Riccione con la famiglia, dove prende lezioni di violino per 8 anni e di piano per 5 anni, mentre per 12 anni studia danza alla Royal Academy. In seguito si trasferisce in Inghilterra per proseguire i suoi studi alla Performing Arts di Londra. Il suo esordio sulle scene avviene nel 2001 col singolo Vivre la vie, che diventa una hit radiofonica e apre la strada all'album Kelly Joyce. Il disco vende più di 600000 copie in tutto il mondo con passaggi televisivi e radiofonici che vanno dal Canada alla Nuova Zelanda alla Siberia e Africa. In Francia ottiene una nomination ai French Music Awards.
In seguito la cantante partecipa al Festival dei Due Mondi di Spoleto, al Porretta Jazz e al Pozzuoli Jazz festival; incontra, in occasione di "Natale in Vaticano", in un'udienza Giovanni Paolo II. In seguito affronta un tour fra Russia e Europa, prima con un trio e poi con un quintetto jazz. Nel giugno 2004 viene pubblicato Chocolat di cui la cantante è anche autrice, che contiene testi del periodo adolescenziale alternati a brani più recenti. Da questo secondo album sono estratti i singoli Little Kaigé, ballata sulla nascita della sorellina, uscita già nell'estate del 2003, e C'est l'amour qui vient, che anticipa e lancia l'uscita del disco. Il terzo singolo estratto dall'album è Melody.
Nel 2005 collabora col produttore Big Fish e il rapper Esa a buona parte delle tracce apparse nell'album Robe grosse, da cui è stato estratto il singolo Cos'è che vuoi da me?. Nel 2007 realizza la cover del brano Delicate assieme al gruppo ucraino Four-Kings. Nel 2009 realizza il singolo Rendez Vous ispirato agli Anni 30 con video dedicato a Joséphine Baker, in cui indossa la famosissima gonna di banane, mentre nel 2010 il brano Rendez Vous viene scelto per 6 mesi consecutivi per lo spot della Wind con Aldo, Giovanni e Giacomo, Giorgio Panariello e Vanessa Incontrada. Kelly Joyce si esibisce su diversi palcoscenici importanti del panorama Jazz con repertorio contaminato che viaggia, attraverso le sue diverse origini, dal Blues al Negro Spiritual alla BossaNova e al Fado Portoghese.
Nel 2011 si esibisce sul palco più importante di Mosca al teatro Crocus per tre date col Moulin Rouge: il Moscow Time ne parla in modo entusiasta e la rilancia nell'ex Unione Sovietica; in seguito incide una collaborazione coi Berardi Jazz Connection, musicisti jazz pugliesi, scrivendo Love Recepie, singolo distribuito anche in Giappone. Nel 2012 incide il singolo Wake Up coi Four Creckers, con influenze Anni 70, con tournée e aperture di grandi concerti, come i Ben Harper, Norah Jones e gli Incognito.
L'artista nel 2014 è nel cast fisso della trasmissione Chiambretti Supermarket di Piero Chiambretti dove ripropone i grandi classici della canzone francese, da Édith Piaf a Michel Fugain.
A giugno 2014 torna alle radici e pubblica col suo ultimo lavoro jazz acustico dedicato all'Africa Jazz Mon Amour (pour l'Afrique), realizzato in presa diretta e arrangiato dal pianista Teo Ciavarella e contenente i brani più famosi dell'artista rivisitati in chiave acustica con sonorità e richiami africani. Nella band anche Massimo Manzi alla batteria, Massimo Moriconi al contrabbasso, Javier Girotto al sax e Fabrizio Bosso alla tromba.
Kelly a giugno 2015 canta la colonna sonora dei Giochi Olimpici Europei di Baku che si tengono in Azerbaigian assieme all'Ambasciatrice dei giochi Tunzale Agayeva, dal titolo Baku Smiles.
Lo stesso anno partecipa alla cerimonia d'apertura dei primi Giochi del Mediterraneo sulla spiaggia cantando un medley di tre canzoni.
Dopo avere studiato 2 anni come Sommelier AIS, nel 2017 scrive il suo nuovo progetto Decanto, uno spettacolo che unisce la sua grande passione per il vino e musica.
Nel 2018 viene invitata dall'ambasciatore italiano Augusto Massari ad esibirsi con lo spettacolo DeCanto Project a Baku.
Nel 2019 porta Decanto Project nelle importanti piazze Veronesi durante il Vinitaly.
Nel 2020 inizia la realizzazione dell'album DeCanto, affidando la produzione artistica a Nabuk (Massimo Mariello).
Nel 2021 fonda la sua etichetta KEMK Records dal quale pubblicherà il singolo pilota del Decanto Project dal titolo Male Male, in collaborazione con Fabrizio Bosso e la partecipazione del sommelier Gilles Coffi Degboe.
Nel 2024 partecipa alla quattordicesima edizione di Tale e quale show, classificandosi seconda.

## Discografia

### Album
- 2001 – Kelly Joyce
- 2004 – Chocolat
- 2014 – Jazz mon Amour pour l'Afrique

### Singoli
- 2000 – Vivre la vie
- 2001 – Avec l'amour
- 2001 – Cherchez la femme
- 2003 – Little Kaigè
- 2003 – Au loin de toi
- 2004 – C'est l'amour qui vient
- 2004 – Melody (and all the galaxy is dancing)
- 2005 – Cos'è che vuoi da me (feat. Big Fish & Esa)
- 2006 – Tu mi porti su (feat. Big Fish & Esa)
- 2007 – Delicate (feat. Four-Kings)
- 2008 – Rendez Vous
- 2009 – Hallô
- 2012 – Wake Up [Four Crackers]
- 2014 – Ce que J'aime de toi (Luca di Sabatino)
- 2016 – Our Father
- 2021 –  Male Male